# Préparthénon
Le Préparthénon ou Vieux Parthénon est un temple dorique, commencé sur l'Acropole d'Athènes après la victoire de Marathon (-490). Il fut détruit par les Perses en -480, alors qu'il n'était pas achevé, et remplacé sous Périclès par le Parthénon actuel.
À cet emplacement se sont donc succédé trois temples : l'Hécatompédon (avant -490), puis le très éphémère Préparthénon (de -490 à -480, inachevé), enfin le Parthénon.

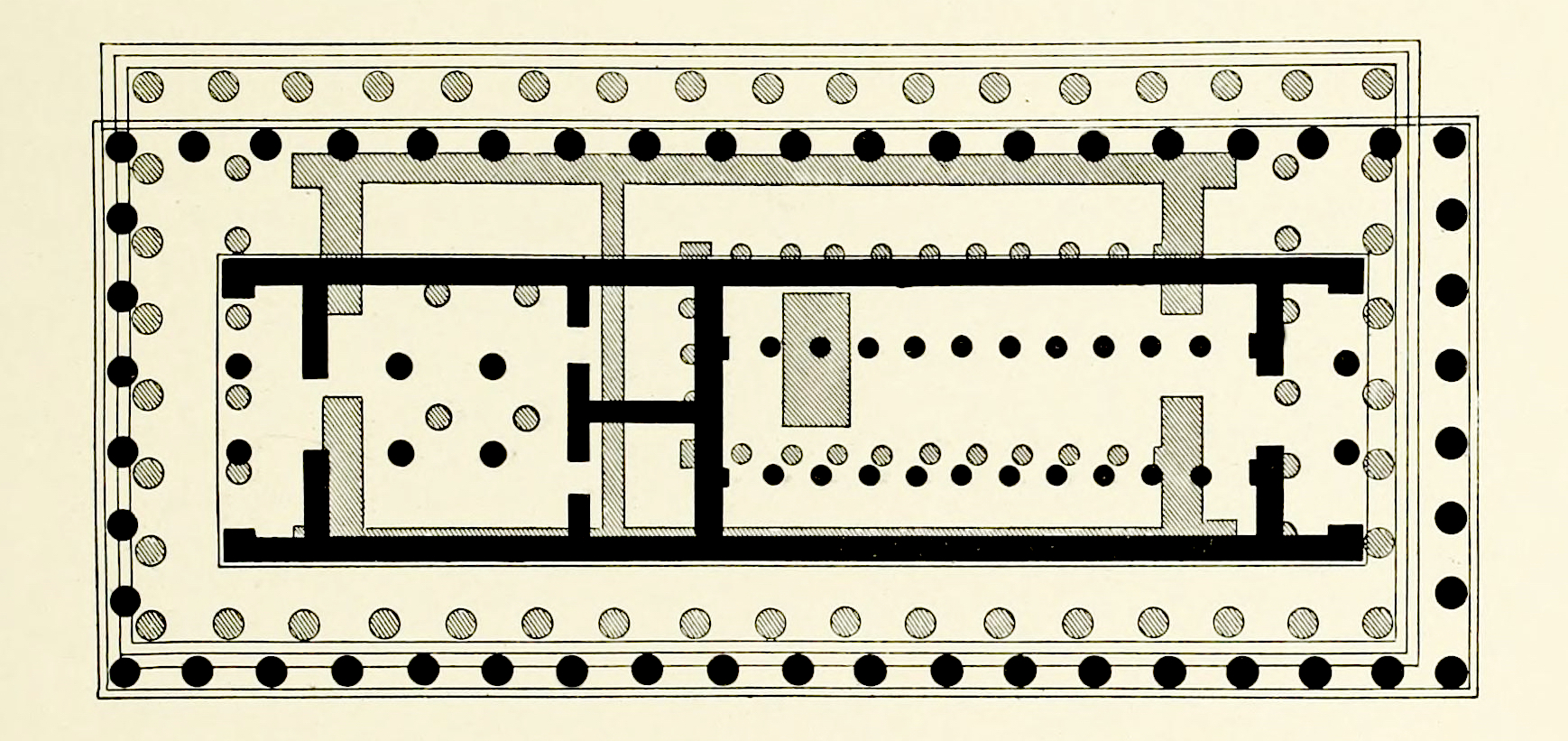
En noir, le Préparthénon, détruit par les Perses en -480. Le Parthénon de Périclès est figuré en gris.

## Bâtiment
La victoire de Marathon, au cours de la première guerre médique, fit l'objet de nombreuses célébrations et commémorations. Il semble probable que ce fut à cette occasion que la construction d'un bâtiment en l'honneur d'Athéna sur l'Acropole fut décidée. Les travaux de Ludwig Ross au milieu des années 1830 ont mis au jour, sous le Parthénon actuel, ce qu'il est coutume d'appeler depuis lors le Préparthénon. 

### Premier projet
Cet immense ancêtre était construit sur une plate-forme révélée par Panagiotis Kavvadias dans les années 1880. Pour la créer, il a fallu araser le plateau au nord et remblayer la zone au sud (parfois sur près de 11 m de haut). Au total, ces travaux nécessitèrent 8 000 m3 de blocs de pôros pesant en moyenne 2 tonnes. Pour les monter sur l'acropole, il fallut aussi détruire une partie du rempart « mycénien ». Il n'existe pas ailleurs dans le monde grec d'exemple de fondations si colossales. Cette plate-forme mesurait 2 203 m2 pour accueillir un bâtiment de 1 570 m2. Aussi certains archéologues suivant Wilhelm Dörpfeld veulent voir dans cette plate-forme la base d'un temple similaire à l'Olympiéion décidé lui aussi par les Pisistratides. À la chute de la tyrannie, le projet n'aurait pas été tout à fait abandonné, puisque Clisthène, afin de ne pas créer de problèmes économiques et sociaux en mettant les ouvriers au chômage, aurait décidé la construction d'un temple en l'honneur d'Athéna Polias. Ce temple en pôros aurait mesuré 75 m de long pour 29,60 m de large. Il aurait été hexastyle (6 colonnes en façade et 14 par côté). 

### Second projet
La victoire de Marathon aurait à nouveau modifié le projet, amenant à celui du Préparthénon en marbre du Pentélique, toujours hexastyle, moins grand (66,88 m de long pour 23,47 m de large), mais paraissant plus allongé (6 sur 16 colonnes). Il aurait eu deux salles (comme son successeur) : un « hécatompédos néôs » à l'est et un « parthénon » à l'ouest. Si l'ensemble est dorique, certains détails de l'ordre ionique firent leur apparition : les trois degrés de la crépis (canon dorique) sont ornés d'une feuillure (canon ionique). Le chantier s'arrêta peut-être vers 483 av. J.-C. quand Thémistocle aurait réussi à convaincre ses concitoyens que la construction d'une flotte de guerre était plus urgente. Les orthostates avaient été posés ainsi que les premiers tambours (dans certains cas les trois premiers). Sur l’un des frontons qui a été retrouvé, une sculpture représente deux lions affrontés dévorant chacun un taureau.

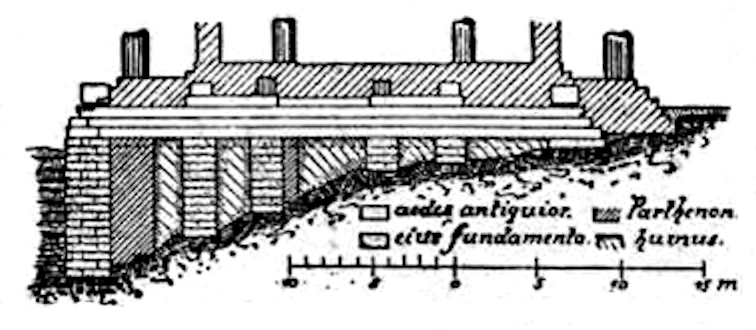
Fondations de l'ancien et du nouveau Parthénon.
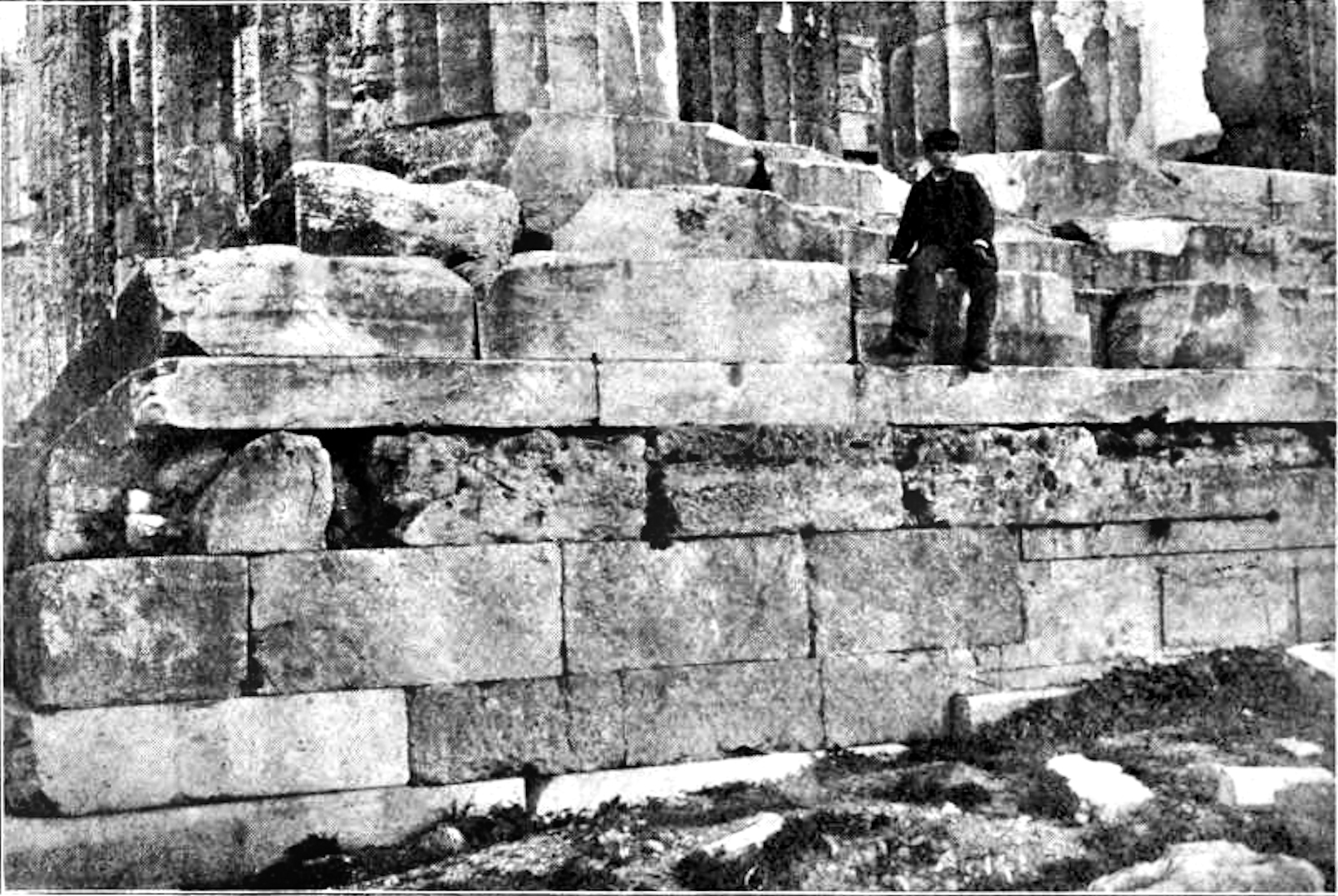
Trois assises de la crépis du Préparthénon, sous celle du Parthénon actuel.

### Destruction par les Perses
Lors du siège de 480 av. J.-C. pendant la seconde guerre médique, les Athéniens qui s'étaient réfugiés sur l'Acropole lancèrent les tambours des colonnes du Préparthénon sur les assaillants perses. Lorsque l'Acropole fut prise, les Grecs furent tous massacrés. Le sanctuaire fut pillé et saccagé. Le Préparthénon resta inachevé. En effet, juste avant la bataille décisive de Platées, les hoplites auraient prêté un serment qui n'est présent dans les textes qu'à partir du IVe siècle av. J.-C. : « Je ne relèverai aucun des temples incendiés par les Barbares, mais je les laisserai en l'état pour rappeler aux générations futures l'impiété des Barbares ». Même si ce serment n'a peut-être pas de réalité historique, l'Acropole resta dans l'état où l'avaient laissée les Perses pendant plus d'une génération.
Le Parthénon fut construit à sa place dans la seconde moitié du Ve siècle av. J.-C.

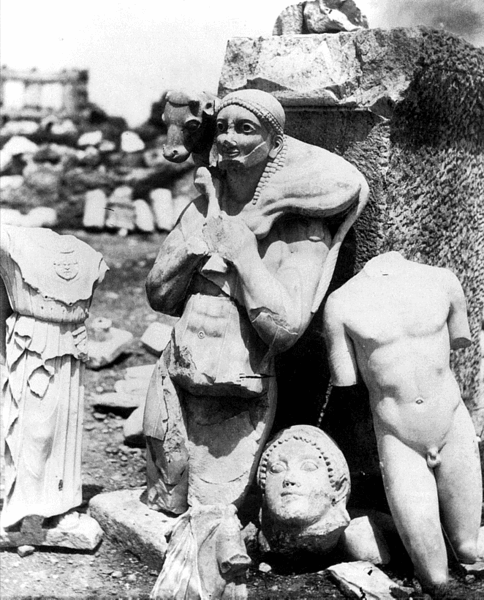
Le Perserschutt : dépôt des sculptures détruites par les Perses en -480. Photographie des fouilles de 1866.
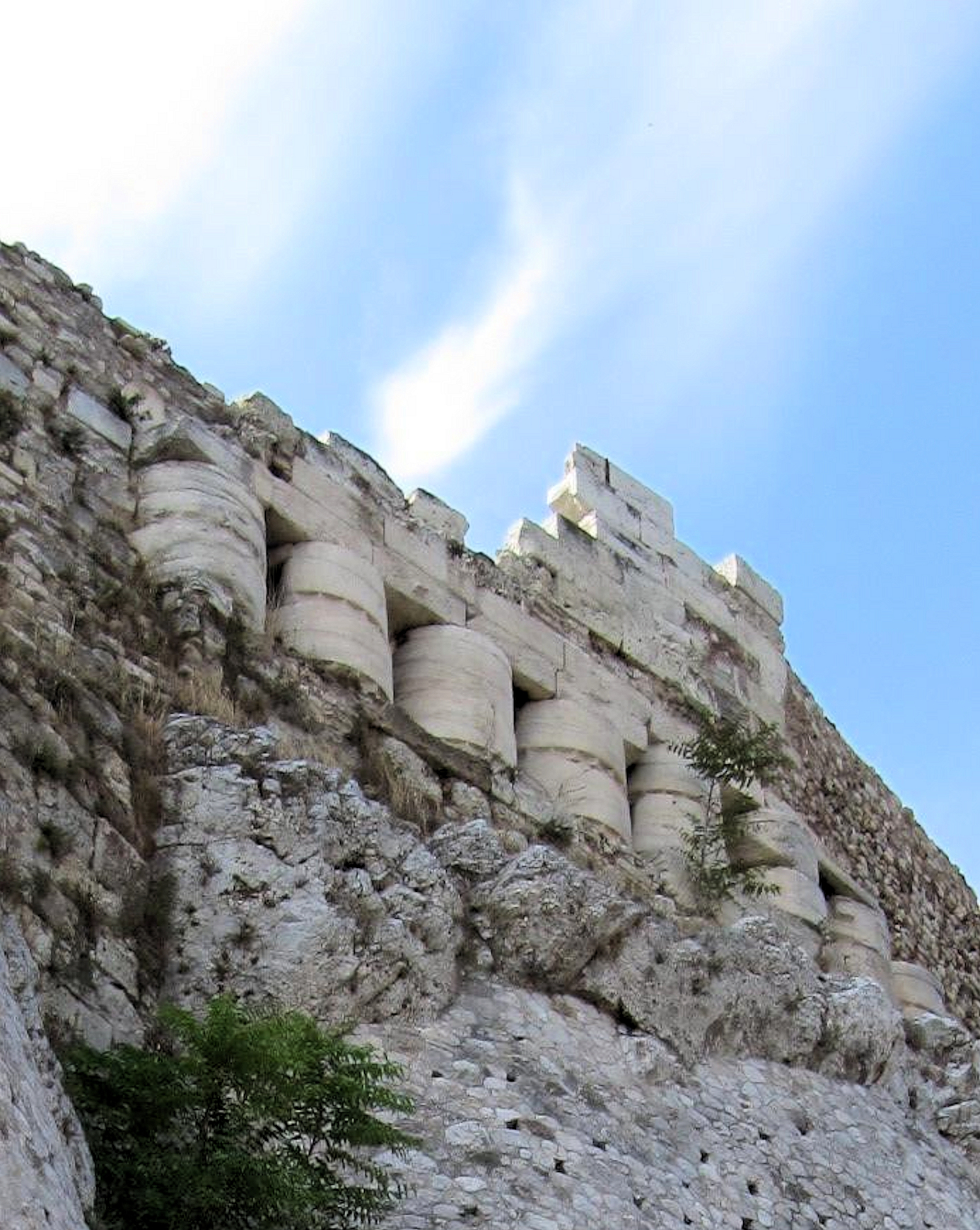
Tambours de colonnes inachevés, inclus dans le mur construit par Thémistocle autour de l'Acropole.
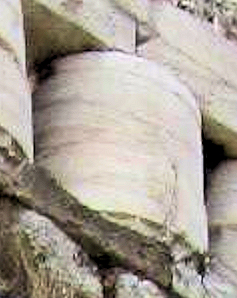
Détail du précédent mur (face nord).